# Lutte aux Jeux du Commonwealth de 2018
Navigation
Glasgow 2014
Les compétitions de Lutte des Jeux du Commonwealth 2018 se déroulent du 12 au 14 avril 2018 au Gold Coast Sports and Leisure Centre de Gold Coast en Australie.

## Résultats

### Lutte libre hommes
| Épreuves | Or             | Argent           | Bronze             |
| -------- | -------------- | ---------------- | ------------------ |
| 57 kg    | Rahul Aware    | Steven Takahashi | Ebikewemino Welson |
| 57 kg    | Rahul Aware    | Steven Takahashi | Muhammad Bilal     |
| 65 kg    | Bajrang Punia  | Kane Charig      | Amas Daniel        |
| 65 kg    | Bajrang Punia  | Kane Charig      | Charlie Bowling    |
| 74 kg    | Sushil Kumar   | Johanes Botha    | Curtis Dodge       |
| 74 kg    | Sushil Kumar   | Johanes Botha    | Jevon Balfour      |
| 86 kg    | Muhammad Inam  | Melvin Bibo      | Syerus Eslami      |
| 86 kg    | Muhammad Inam  | Melvin Bibo      | Somveer            |
| 97 kg    | Martin Erasmus | Mausam Khatri    | Jordan Steen       |
| 97 kg    | Martin Erasmus | Mausam Khatri    | Alexios Kaouslidis |
| 125 kg   | Sumit Malik    | Korey Jarvis     | Tayab Raza         |

### Lutte libre femmes
| Épreuves | Or                 | Argent             | Bronze                                                   |
| -------- | ------------------ | ------------------ | -------------------------------------------------------- |
| 48 kg    | Vinesh Phogat      | Jessica MacDonald  | Non attribuée La catégorie ne compte que 4 concurrentes. |
| 53 kg    | Diana Weicker      | Babita Kumari      | Bose Samuel                                              |
| 57 kg    | Odunayo Adekuoroye | Pooja Dhanda       | Emily Schaefer                                           |
| 62 kg    | Aminat Adeniyi     | Michelle Fazzari   | Sakshi Malik                                             |
| 68 kg    | Blessing Oborududu | Danielle Lappage   | Divya Kakran                                             |
| 76 kg    | Erica Wiebe        | Blessing Onyebuchi | Georgia Nelthorpe                                        |
| 76 kg    | Erica Wiebe        | Blessing Onyebuchi | Kiran Bishnoi                                            |

## Tableau des médailles
| Rang  | Nation         | Or | Argent | Bronze | Total |
| ----- | -------------- | -- | ------ | ------ | ----- |
| 1     | Inde           | 5  | 3      | 4      | 12    |
| 2     | Nigeria        | 3  | 2      | 3      | 8     |
| 3     | Canada         | 2  | 5      | 3      | 10    |
| 4     | Afrique du Sud | 1  | 1      | 0      | 2     |
| 5     | Pakistan       | 1  | 0      | 2      | 3     |
| 6     | Pays de Galles | 0  | 1      | 1      | 2     |
| 7     | Angleterre     | 0  | 0      | 3      | 3     |
| 7     | Chypre         | 0  | 0      | 1      | 1     |
| Total | Total          | 12 | 12     | 17     | 31    |